# Напалков, Гарий Юрьевич
Гарий Юрьевич Напалков (род. 27 июня 1948, Горький, РСФСР, СССР) — советский прыгун с трамплина, двукратный чемпион мира. Заслуженный мастер спорта СССР (1970).

## Биография
Родился в Горьком в семье водителя Юрия Петровича и работника торговли Маргариты Алексеевны Напалковых. В семье, кроме Гарика, была младшая сестра Напалкова Ирина Юрьевна. Гарик хорошо учился, окончил институт.

## Карьера
В первые дни 1968 года Гарий Напалков дебютировал в Турне четырёх трамплинов, и на трамплине в Инсбруке ему удалось одержать неожиданную победу. Это побудило тренеров включить 19-летнего спортсмена в заявку обоих соревнований Олимпиады в Гренобле. На тренировке Напалков при падении получил травму головы, однако продолжил выступления, и занял достойные места в начале второго десятка на каждом из трамплинов. Через 2 года Гарий одержал победу на первом этапе Четырёх трамплинов в Оберсдорфе, и после ещё двух мест в первой пятёрке других этапов мог рассчитывать на медали чемпионата мира в Высоке Татры. Неожиданно он взял обе золотых медали чемпионата, став первым и последним советским прыгуном, побеждавшим на первенстве планеты (Владимир Белоусов получил золотую медаль чемпиона мира вместе с золотой олимпийской наградой в 1968 году в Гренобле, так как награды чемпионата мира разыгрывались вместе с олимпийскими). На Олимпиаде в Саппоро Напалков стал 7-м на нормальном трамплине, а на большом был близок к медалям. После первого прыжка он шёл 4-м, но второй прыжок получился хуже, и в итоге Гарий стал 6-м.
По окончании карьеры некоторое время работал главным тренером сборной СССР по прыжкам с трамплина. В 90-х годах работал в НОК России.
В 2000-х годах Напалков занимался бизнесом и входил в совет национальной Федерации прыжков на лыжах с трамплина и лыжного двоеборья.

## Личная жизнь
Жена — Татьяна Николаевна Напалкова, домохозяйка, живут в Москве, иногда ездят в Юрмалу вместе со своей младшей внучкой Анютой. Сын — Гарий Гарьевич Напалков, занимает юридическую должность в фирме Russ Outdoor. Дочь — Ольга Геннадьевна Напалкова. Внуки: Татьяна, Илья, Анна Напалковы.